# رومینا پلاتاروتی
رومینا پلاتاروتی (به انگلیسی: Romina Plataroti) ژیمناست زادهٔ ۹ مارس ۱۹۷۷ میلادی اهل کشور آرژانتین است.